# جشنواره کن
جشنوارهٔ کَن (‎/kæn/‎; فرانسوی: Festival de Cannes‎) جشنواره فیلم سالانه است که در کن فرانسه برگزار می‌شود. این جشنواره یکی از بزرگترین و باشکوه‌ترین رویدادهای سینمایی جهان و محلی برای پیش‌نمایش فیلم‌های جدید از تمامی ژانرهای فیلم از جمله مستند به‌شمار می‌آید. کن در سال ۱۹۴۶ میلادی تأسیس شد. این رویداد هر ساله معمولاً در ماه مه در کاخ‌های جشنواره و کنگره‌ها برگزار می‌شود.

## تاریخچه

### جشنواره
تاریخچه جشنواره فیلم کن به اواخر دهه ۳۰ بازمی‌گردد، زمانی که ژان زای، وزیر آموزش ملی دولت فرانسه با حمایت آمریکا و انگلیس تصمیم گرفت در واکنش به نفوذ دولت‌های فاشیست آلمان و ایتالیا در انتخاب فیلم‌های جشنواره ونیز، جشنواره ای سینمایی راه‌اندازی کنند. جشنواره فیلم کن برای اولین بار در شهر کن در جنوب فرانسه در سپتامبر ۱۹۳۹ برگزار شد، اما پس از آن تا پایان جنگ جهانی دوم برگزاری مجدد این جشنواره متوقف ماند. جشنواره فیلم کن در سال ۱۹۴۶ با حمایت وزارت امور خارجه فرانسه بار دیگر راه‌اندازی شد و با وجود آن که ماهیت اصلی شکل‌گیری آن رقابت با جشنواره ونیز بود، اما مقامات این دو فستیوال در توافقی پنهانی پذیرفتند تا برگزاری هر دو فستیوال در سال‌های متمادی را جشن گرفته و گرامی بدارند. این رویداد سینمایی معتبر در سال‌های ۱۹۴۸ و ۱۹۵۰ به علت مشکل بودجه برگزار نشد و در سال ۱۹۵۱ بود که به لطف روابط حسنه میان فرانسه و ایتالیا، زمان برگزاری جشنواره کن به بهار منتقل شد و جشنواره ونیز در همان مدت پاییز باقی ماند. در دهه ۱۹۵۰ میلادی زمان برگزاری جشنواره، از ماه سپتامبر به آوریل تغییر یافت و از سال ۱۹۵۵ میلادی، نخل طلا به عنوان جایزه اصلی جشنواره کن معرفی شد. موقعیت جشنواره کن در سال‌های ۱۹۶۰ در جهان فرهنگ و هنر تثبیت شد و از آن زمان به عنوان معتبرترین جشنواره فیلم در جهان شناخته می‌شود. از سال ۱۹۵۵ بود که جایزه نخل طلا به عنوان جایزه اصلی این رویداد سینمایی معرفی شد. در سال ۱۹۷۲ جشنواره کن که توسط هیئت مدیره اداره می‌شد، به عنوان یک سازمان غیرانتفاعی ثبت گردید. از سال ۱۹۷۲ مسوولین جشنواره تصمیم به تشکیل هیئت انتخاب جهت گزینش نهایی فیلم‌ها گرفتند و پیش از آن فیلم‌ها توسط نمایندگان جشنواره در کشورهای مختلف انتخاب می‌شدند. در سال ۱۹۸۳، یک کاخ جدید و بسیار بزرگتر از جشنواره‌ها و کنگره‌ها برای میزبانی جشنواره ساخته شد، در حالی که دو هفته کارگردان در ساختمان قدیمی باقی ماند. در سال ۱۹۸۷، برای اولین بار از جشنواره، یک فرش قرمز در ورودی کاخ قرار گرفت. برنامه‌های این جشنواره از هفت بخش اصلی تشکیل شده‌است که شامل بخش‌های مسابقه، خارج از مسابقه، نوعی نگاه، سینه فونداسیون (مسابقه فیلم‌های کوتاه)، هفته منتقدان، دو هفته کارگردانان و بازار فیلم می‌شود.
در جشنواره بین‌المللی فیلم کن، فیلم‌ها در دو بخش اصلی و فرعی از اقصا نقاط جهان با یکدیگر رقابت می‌کنند. مهم‌ترین و پر افتخارترین جایزه در جشنواره بین‌المللی فیلم کن جایزه نخل طلایی است.
از دیگر ویژگی‌های جشنواره فیلم کن خصوصی بودن آن است که در آن بزرگ‌ترین ستارگان سینما و مطرح‌ترین تهیه‌کنندگان عرصه سینما حضور به هم می‌رسانند. قابل ذکر است که فقط اهالی سینما حق شرکت در جشنواره را آن هم با کارت دعوت ویژه دارند.
جشنواره بین‌المللی فیلم کن محل بسیار مناسبی برای تهیه‌کنندگان سینما از تمام نقاط جهان است و ایران چندین بار حضور فعال داشته و دارد و از مدعیان اصلی جشنواره می‌باشد که در آن فرصت می‌یابند تا فیلم‌های خود را به شرکت‌های عظیم فیلمسازی عرضه کنند. در طول دهه ۲۰۰۰، این جشنواره تمرکز خود را بیشتر بر پیشرفت‌های تکنولوژیکی در جهان فیلم، به ویژه تکنیک‌های دیجیتال آغاز کرد. در سال ۲۰۰۴، فیلم‌های تاریخی ترمیم شده جشنواره به عنوان آثار کلاسیک کن، که شامل مستند بودند، ارائه شدند.

### نخل طلا
از سال ۱۹۳۹ تا ۱۹۵۴ جایزه‌ای تحت عنوان جایزه بزرگ جشنواره کن به برنده بهترین فیلم این رویداد سینمایی اعطاء می‌شد اما در سال ۱۹۶۵ هیئت داوران جشنواره پیشنهاد دادند جایزهٔ بزرگ جشنواره هر سال با طراحی جدید از یکی از هنرمندان معاصر ساخته شود. در اواخر سال ۱۹۵۴ هیئت مدیره جشنواره کن گروهی از جواهرسازان را برای طراحی «نخل» دعوت کردند و در نهایت اولین بار در سال ۱۹۵۴ لوچینه لازون جواهرساز پاریسی پیشنهاد استفاده از برگ نخل که سمبل شهر کن و جشنواره فیلم کن شده بود را به‌عنوان جایزه داد که در نهایت از سال ۱۹۵۵ جایزه نخل طلا جایگزین جایزه بزرگ این جشنواره شد.

## تأثیر
جشنواره کن به عنوان ویترین برای فیلم‌های مهم اروپا و جهان است. جشنواره اکنون با بودجه ۲۰ میلیون یورویی خود که نیمی از آن از وزارت فرهنگ و نیمی دیگر از طرف شهر کن تأمین می‌شود، هرساله از اواسط ماه مه به مدت ده روز میزبان سینماگران جهان است و حدود ۲۰۰۰ فیلم بلند سینمایی را از ۱۰۰ کشور جهان جهت گزینش مورد بازبینی قرار می‌دهد.

## برنامه‌ها
سازمان جشنواره فیلم کن در بخش‌های مختلف:
- بخش اصلی – رویداد اصلی جشنواره
  - بیست فیلم برای رقابت نخل طلا، دیدار و پیش‌بینی در گراند تئاتر لومیر.
  - جایزه برای کارهای نو و نگاهی نو – بیست فیلم از فرهنگ‌های دور و نزدیک، آثار اصلی و متفاوت در سالن دبوسی.
  - خارج از مسابقه – دیدار و پیش‌بینی در تئاتر لومیر که جایزه آن رقابتی نیست.
  - نمایش ویژه – انتخاب از طرف هیئت داوران فیلم با هویت مخصوص.
  - سینه فونداسیون – ۱۵ فیلم کوتاه از سراسر جهان که عموماً توسط دانشجویان مدرسه‌های فیلم ساخته شده، توسط جشنواره انتخاب می‌شوند. این بخش هیئت داوری جداگانه دارد و سه جایزه به فیلم‌های برگزیده در سالن بونوئل اعطا می‌شود.

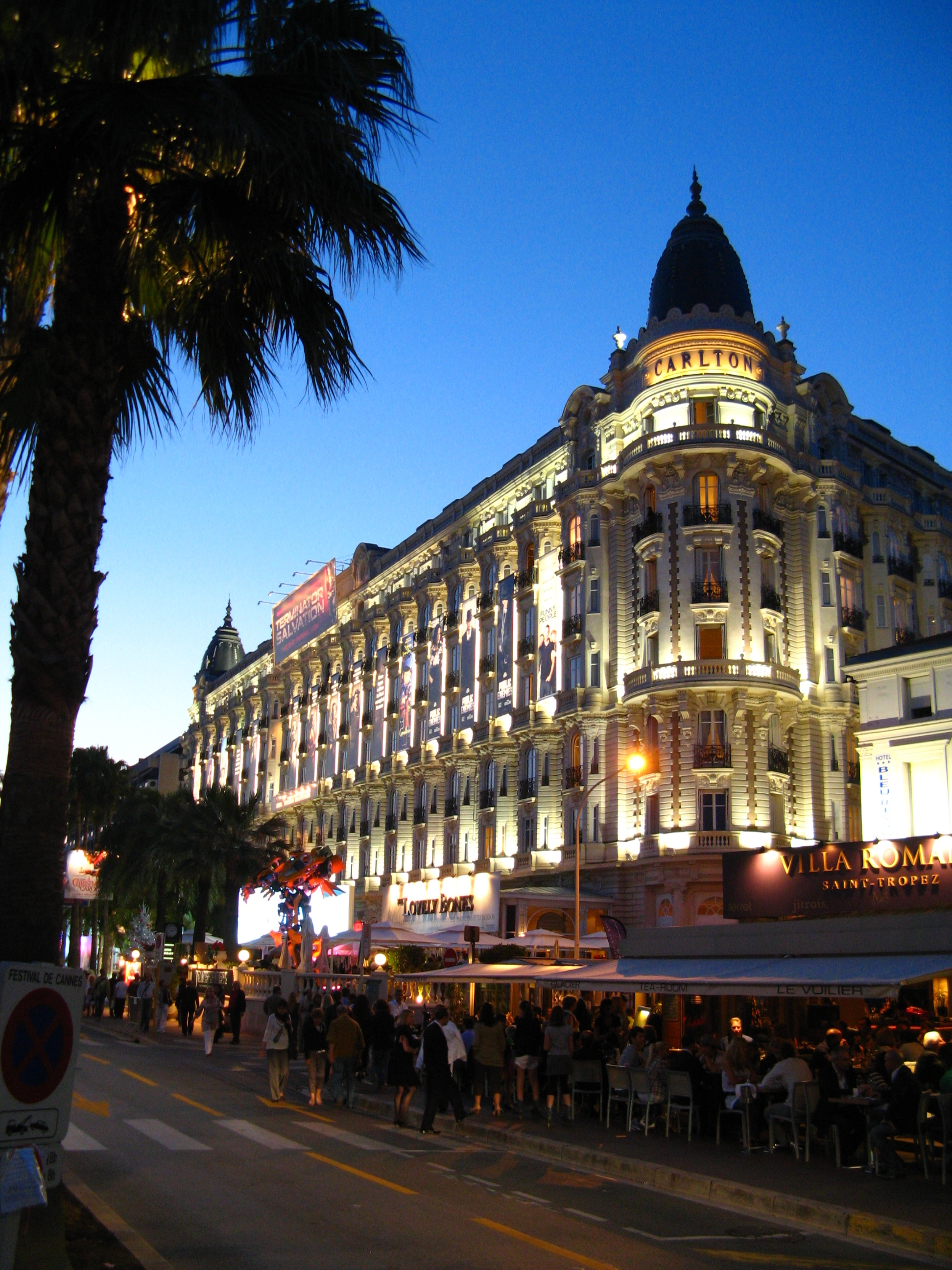
هتل کارلتون کن - یکی از محل‌های برگزاری در طول جشنواره ۲۰۰۹

- فیلم کوتاه – در این بخش جایزه نخل طلایی فیلم کوتاه با رقابت ۱۰ در سالن بونوئل اهدا می‌شود. هیئت داوری آن همان هیئت داوری سینه فونداسیون است. همچنین گاهی نیز به عنوان تشویق یک فیلم کوتاه دیگر هم توسط هیئت داوری انتخاب می‌شود.
- بخش موازی – برنامه غیر رقابتی اختصاص یافته برای کشف جنبه‌های دیگری از سینما.
  - کن کلاسیک – نمایش فیلم‌های آثار برجسته گذشته و بازسازی شده.
  - همه سینمای جهان – این بخش ویترین شور و نشاط و تنوع سینما در سراسر جهان است که هر روز، با دعوت یک کشور با ارائه طیف وسیعی از ویژگی‌های جشن و فرهنگ منحصر به فرد، هویت و آثار فیلم اخیر صورت می‌گیرد.
  - دوربین زرین – یکی از جایزه‌های جشنواره فیلم کن است که به بهترین فیلم برگزیده اعطا می‌شود و در زمان اختتامیه جشنواره توسط هیئت داوران مستقل ارائه می‌شود.
  - سینما پلاژ – نمایش آثار منتخب کن کلاسیک در سالن سینمای روباز ساحلی که تمهیدی برای بردن فیلم‌های کن به میان عامه مردم محسوب می‌شد.
- دیگر بخش‌ها – در طول جشنواره کن.
  - دو هفته کارگردانان – در سال ۱۹۶۸ هم‌زمان با اعتصاب‌های سراسری فرانسه که به لغو برگزاری جشنواره کن در آن سال انجامید آغاز به‌کار کرد. این بخش به رادیکال‌ترین بخش جشنواره کن مشهور است و به معرفی فیلم‌های بلند و کوتاه فیلم‌سازان جهان می‌پردازد.
  - هفته منتقدان بین‌المللی - به‌عنوان قدیمی‌ترین بخش جنبی جشنواره کن در سال ۱۹۶۲ پایه‌گذاری شد و توسط انجمن منتقدان فیلم فرانسه اداره می‌شود. این بخش به معرفی و تحلیل آثار فیلم‌سازان جدید جهان می‌پردازد.
  - انجمن سینمای مستقل و توزیع
- مناسبت‌ها
  - مارشه دو فیلم – یا بازار فیلم کن، شلوغ‌ترین بازار فیلم در جهان است و از دیگر بخش‌های اصلی جشنواره کن به حساب می‌آید.
  - شورت فیلم کرنر - بخش بازار مخصوص فیلم‌های کوتاه[۱۰]
  - مستر کلاس – کلاس عمومی توسط فیلمسازان مشهور جهان.
  - بزرگداشت – بزرگداشت و تجلیل یک هنرمند بین‌المللی با ارائه یک اثر فیلم‌های وی.
  - شبکه تولید – فرصتی برای همکاری تولیدات بین‌المللی.
  - نمایشگاه‌ها – هنرمندان، مجموعه حوادث مختلف و کارها.
  - شصتمین سالگرد – رویداد برگزار شده از سال ۲۰۰۷.

## بخش مسابقه
مقایسه نسبت دریافت جایزه نخل طلا و جایزه بزرگ جشنواره فیلم کن بین کشورهای دنیا
| کشور      | نخل طلا | جایزه بزرگ | مجموع |
| --------- | ------- | ---------- | ----- |
| آمریکا    | ۱۹      | ۴          | ۲۳    |
| فرانسه    | ۱۳      | ۱۰         | ۲۳    |
| ایتالیا   | ۱۲      | ۱۰         | ۲۲    |
| بریتانیا  | ۱۰      | ۴          | ۱۴    |
| ژاپن      | ۵       | ۲          | ۷     |
| روسیه     | ۲       | ۴          | ۶     |
| سوئد      | ۵       | ۱          | ۶     |
| دانمارک   | ۳       | ۱          | ۴     |
| ترکیه     | ۲       | ۲          | ۴     |
| آلمان     | ۲       | ۲          | ۴     |
| اتریش     | ۲       | ۱          | ۳     |
| بلژیک     | ۲       | ۱          | ۳     |
| ایران     | ۲       | ۱          | ۲     |
| صربستان   | ۲       | ۰          | ۲     |
| لهستان    | ۲       | ۰          | ۲     |
| کره جنوبی | ۱       | ۱          | ۲     |
| مکزیک     | ۱       | ۱          | ۲     |
| اسپانیا   | ۱       | ۱          | ۲     |
| یونان     | ۱       | ۱          | ۲     |
| سوئیس     | ۱       | ۱          | ۲     |
| برزیل     | ۱       | ۰          | ۱     |
| الجزایر   | ۱       | ۰          | ۱     |
| چین       | ۱       | ۰          | ۱     |
| هند       | ۱       | ۰          | ۱     |
| اسلوونی   | ۱       | ۰          | ۱     |
| نیوزیلند  | ۱       | ۰          | ۱     |
| رومانی    | ۱       | ۰          | ۱     |
| تایلند    | ۱       | ۰          | ۱     |
| جمهوری چک | ۰       | ۱          | ۱     |

## هیئت داوران
پیش از آغاز هر رخداد، هیئت مدیره جشنواره داورانی را که به تنهایی مسئولیت انتخاب فیلم‌هایی که جوایز جشنواره را دریافت می‌کنند منصوب می‌کنند. هیئت منصفه از طیف گسترده‌ای از هنرمندان بین‌المللی، براساس نسبت و بدنهٔ کاری از میان همتایانشان انتخاب می‌شوند.

فیلم‌های بلند - هیئت داوران بین‌المللی متشکل از یک رئیس و فیلم‌های مختلف یا شخصیت‌های هنری که جوایز بخش مسابقه فیلم‌های بلند را تعیین می‌کنند.

سینه فونداسیون و فیلم‌های کوتاه - متشکل از یک رئیس و چهار شخصیت فیلم است؛ و جایزه نخل طلایی به فیلم کوتاه به علاوه سه تا از بهترین فیلم‌های سینه فونداسیون تعلق می‌گیرد.

## جوایز

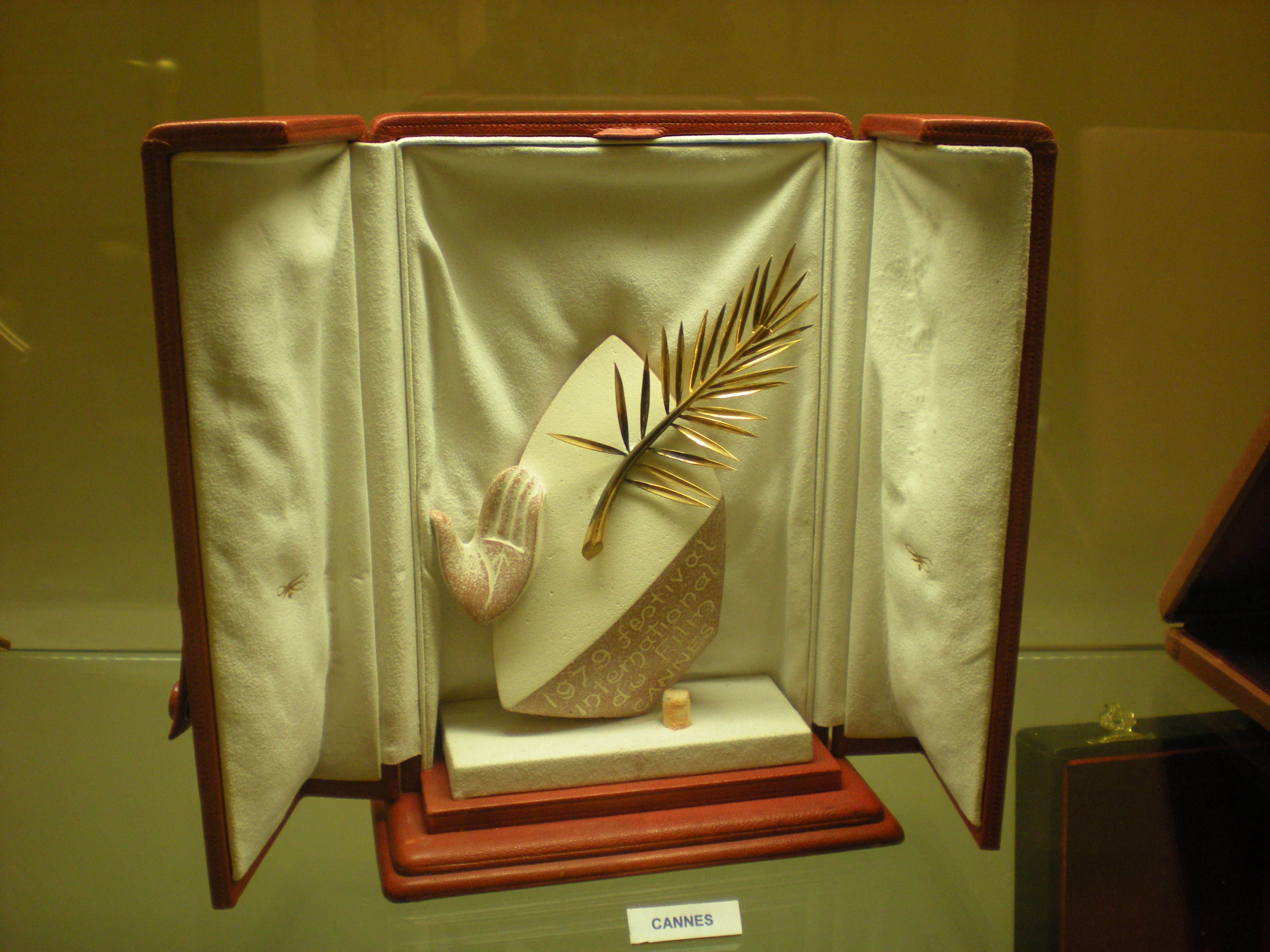
نخل طلایی اهداشده به فیلم اینک آخرالزمان در جشنواره کن سال ۱۹۷۹

پراعتبارترین جایزه توزیع شده در جشنواره فیلم کن نخل طلایی است که به بهترین فیلم تعلق می‌گیرد.

### مسابقه
- نخل طلا
- جایزه بزرگ – جایزه بزرگ جشنواره
- جایزه هیئت داوران
- نخل طلایی فیلم کوتاه
- جایزه بهترین بازیگر زن
- جایزه بهترین بازیگر مرد
- جایزه بهترین کارگردان
- جایزه بهترین فیلم‌نامه

### دیگر بخش‌ها
- جایزه نوعی نگاه – استعداد جوان، آثار خلاقانه و جسورانه
- جوایز سینه فونداسیون – فیلم‌های دانشجویی
- دوربین طلایی – بهترین فیلم جشنواره، از میان آثار برگزیده در میان گزینه‌های رسمی، دو هفته کارگردانان و هفته منتقدان بین‌المللی

### جوایز نهادهای مستقل
- فیپرشی – فدراسیون بین‌المللی منتقدان فیلم
- جایزه دو هفته کارگردانان
- جایزه ولکان - اهدا شده به هنرمند فنی توسط سی اس تی
- جوایز هفته بین‌المللی منتقدان
- جایزه کلیسای جهانی
- جایزه فرانسوا شاله
- جایزه چشم طلایی - بهترین فیلم مستند
- جایزه شوپارد
- جایزه نخل سگ
- جایزه موسیقی متن کن
- نخل دگرباشی
- پیر آنژنیو اکسلنس